# South East Point (Australie)

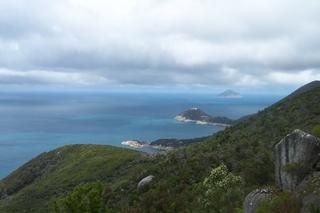
South East Point.

South East Point se trouve à la pointe sud de la péninsule Wilsons dans l'État du Victoria, en Australie. Il est situé à 39 ° 07'S, 146 ° 25'E. Il permet un point de vue sensationnel sur le détroit de Bass et est un point de passage remarquable pour tous les navires voyageant entre les ports du Sud de l'Australie (Melbourne, Adélaïde, Perth) et l'océan Pacifique. South East Point est le siège du phare de la péninsule Wilsons. Le seul accès pour les visiteurs est à pied, après une randonnée d'une journée à partir du terrain de camping de la Tidal River. 
South East Point est l'un des points les plus au sud du continent australien, mais un autre point, South Point, se trouve encore plus au sud.